# Костина, Оксана Александровна
Окса́на Алекса́ндровна Ко́стина (15 апреля 1972, Иркутск, СССР — 11 февраля 1993, Москва, Россия) — советская и российская спортсменка. Представляла художественную гимнастику в индивидуальных упражнениях.
Мастер спорта международного класса (1989), заслуженный мастер спорта СССР (1991), абсолютная чемпионка мира 1992 г. в Брюсселе. Неоднократная чемпионка мира и Европы в командном зачёте и в отдельных видах многоборья. Абсолютная победительница X Спартакиады народов СССР.

## Биография
Родилась 15 апреля 1972 года в Иркутске. Мать — Галина Даниловна, медсестра. Отец — Александр Николаевич, инженер-конструктор. Скончался 8 марта 1985 года. У Оксаны есть старшая сестра Татьяна.
В 1979 году начала заниматься художественной гимнастикой. Первый тренер Любовь Дорохина. В дальнейшем с ней работали заслуженный тренер РСФСР Сарра Горелик и Наталья Фурсова, в то время молодая, только закончившая свои выступления гимнастка. В 1983 году пришла в группу Ольги Буяновой и начала заниматься художественной гимнастикой под её руководством.

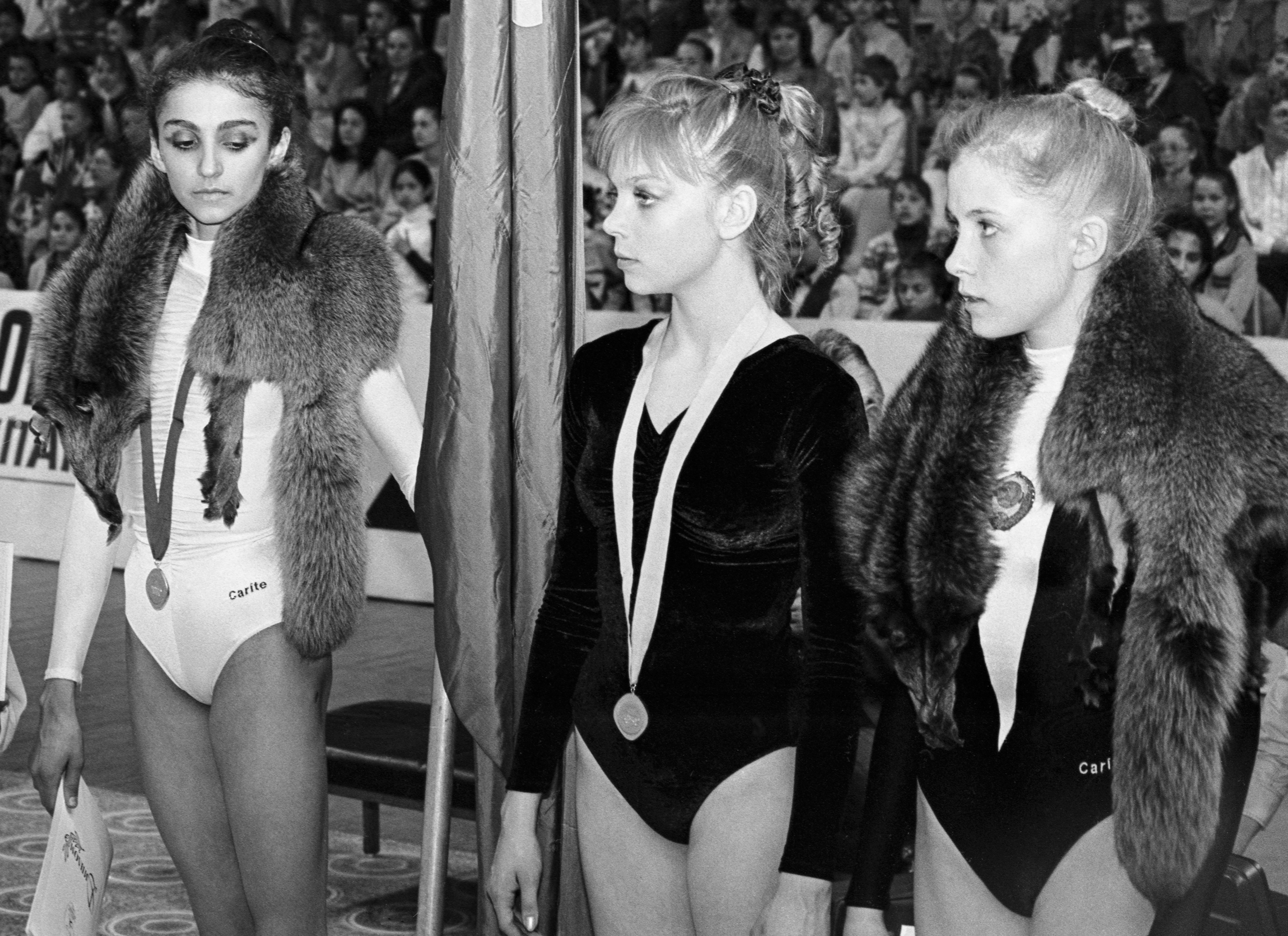
А. Тимошенко, О. Скалдина, О. Костина на XI Международном турнире по художественной гимнастике, 06.05.1990

В 1985 году выступала на первенстве ЦС ДСО «Локомотив» и принимала участие в других соревнованиях. Попадала на сбор по подготовке к первенству СССР в Кишинёве. Осенью победила в Пензе на всероссийских соревнованиях. В начале 1986 года начала осваивать программу мастера спорта.
В 1988 году — в Иркутске на международном турнире на призы газеты «Советская культура» заняла второе место. В этом же году во время тренировки получила травму шейных позвонков. Несмотря на это стала абсолютной победительницей международного турнира в Харькове. Заняла первое место в многоборье и во всех четырёх видах финала, получила пять медалей и пять призов.
В 1989 году — на чемпионате мира в Сараево завоевала золото в командных соревнованиях и серебро — в индивидуальных выступлениях с мячом. Ей было присуждено звание мастера спорта международного класса. Была принята в состав сборной СССР. С 1989 года Буянова и Костина начали жить и тренироваться на базе сборной команды СССР в Новогорске. Летом завоевала третье место на чемпионате СССР в Красноярске. Выиграла соревнования в Лиссабоне. На сборах в Абхазии получила травму ноги. На соревнованиях в Запорожье выступала с травмированной ногой и стала третьей. В сентябре на Кубке СССР снова подтвердила право на участие в чемпионате мира.
В 1990 году стала обладательницей нескольких медалей на Играх доброй воли в Сиэтле.
В 1991 году стала абсолютной победительницей десятой летней Спартакиады народов СССР. Получила звание заслуженного мастера спорта СССР.
В 1992 году — в Штутгарте получила четыре «десятки» и стала четырёхкратной чемпионкой Европы. На нескольких отборочных соревнованиях также стала первой.
В Олимпийских играх 1992 года не участвовала.
В октябре 1992 года приняла участие в чемпионате мира в Брюсселе. Завоевала пять золотых медалей из пяти и стала абсолютной чемпионкой мира. В конце года выступала на показательных соревнованиях в Японии.
В январе 1993 года Костина и Буянова были в турне по городам Франции в составе делегации 30 лучших спортсменов, чемпионов мира и призёров Олимпиады.
Погибла на 21-м году жизни в автокатастрофе 11 февраля 1993 года на МКАД (автомобиль «Москвич-412», которым управлял жених Костиной, призёр Олимпиады’92 по современному пятиборью Эдуард Зеновка, выехал на встречную полосу и совершил лобовое столкновение с грузовым автомобилем ГАЗ-53). Похоронена на Ново-Ленинском кладбище в Иркутске.
Племянница Юлия Войтович — чемпионка мира по художественной гимнастике.

## Память
- В Иркутске ежегодно с 1994 по 2008 годы проводился международный турнир памяти Оксаны Костиной. В разное время победительницами турнира были известные гимнастки: Юлия Барсукова, Ирина Чащина, Ляйсан Утяшева, Зарина Гизикова[8].
- В Иркутске ежегодно в апреле проходит Открытое первенство Иркутской области по художественной гимнастике на призы заслуженного тренера СССР и России, Ольги Буяновой[9][10].
- Буянова посвятила ей книгу «Оксана. История великой гимнастки глазами её тренера». Автором литературного текста является Ксения Дронова[11].
- На доме, где жила Костина, висит мемориальная доска[12].
- Именем Оксаны Костиной названа улица в пригороде г. Иркутска[13].